# بورنایش
بورنایش (به آلمانی: Bornich) یک شهر در آلمان است که در Verbandsgemeinde Loreley واقع شده‌است. بورنایش ۱٬۰۸۹ نفر جمعیت دارد.